# Montmeyran
Montmeyran este o comună în departamentul Drôme din sud-estul Franței. În 2009 avea o populație de 2.839 de locuitori.

## Evoluția populației
| An        | 1975  | 1982  | 1990  | 1999  | 2006  | 2009  |
| --------- | ----- | ----- | ----- | ----- | ----- | ----- |
| Populație | 1.550 | 2.008 | 2.360 | 2.680 | 2.762 | 2.839 |